# Соломоновият съд
Соломоновият съд е библейски разказ, който илюстрира мъдростта на цар Соломон.

## Казусът
Пред Соломон бил заведен сложен юридически казус, за който изглеждало че няма начин да бъде доказан чрез доказателствата на правосъдието, но Соломон успял така да манипулира дискусията, че по реакциите на самото разискване става ясно кой казва истината и кой лъже.

## Библейската история
Соломоновият съд е описан в Трета книга на царете в Стария завет на Библията 3 Царе 3:16-28 (по Вулгата – Първа книга на царете).
Тази история представя цар Соломон като съдник. Пред него е отнесен спор по който той трябва да присъди дете на една от две жени, спорещи за правото на майчинство. Всяка от тях твърдяла, че е истинската майка на детето. Случаят изглеждал неразрешим, защото и двете жени били блудници, като бащата на детето бил неизвестен. И двете жени били родили приблизително по едно и също време, но едното от двете деца починало малко след раждането, което значело че и двете жени имали родилни белези. По време на раждането и двете жени живеели в общ дом, като всяка твърдяла, че другата е отнела нейното дете, но понеже живеели заедно нямало как да се докаже, коя от двете е посегнала на чуждото дете. Свидетелските показания на жените се разминавали напълно, а нямало други свидетели по случая.

Справедливото решение на спора изглеждало на пръв поглед невъзможно. Соломон обаче подходил нетрадиционно, с цел да засегне интуитивно най-тънката струна на майчиния инстинкт за самосъхранение – заповядал веднага детето да бъде разрязано на две, след като претендиращите за майчинство не можели да се погодят. Изпитвайки майчината любов, съдията целял да открие истинската майка. Така и станало: 
| „ | Тогава оная жена, чието беше живото дете, говори на царя (защото сърцето ѝ я заболя за сина ѝ), казвайки: О, Господарю мой ! Дай ѝ живото дете, и недей го убива. А другата рече: Нито мое да е, нито твое; разделете го. Тогава царят в отговор рече: Дайте на тая живото дете, и недейте го убива: тя е майка му. | “ |

 (3 Царе 3:26,27)
По този начин, чрез жертвата на истинската майка, Соломон разбира истината, защото истинската любов е жертвоготовната. За да разреши спора Соломон е имал само Божият дар на мъдростта – „… защото видяха, че Божия мъдрост имаше в него за да раздава правосъдие.“ (3 Царе 3:28)

## Интнерпретации в изкуството
Соломоновият съд е любим сюжет на ренесансовите творци. Това са някои от по-известни творби, които отразяват библейския разказ:
- Фреска от Рафаело
- Съдът на Соломон Архив на оригинала от 2013-12-11 в Wayback Machine. на Уилям Блейк
- Офорт от Гюстав Доре
- Гравюрата върху дърво на Михаел Волгемут отпечатана илюстрация в Нюрнбергски хроники
- Релефна скулптура разположена на една от фасадите на Двореца на дожите във Венеция от неизвестен автор.

## Галерия
- Рафаело
- Рафаело
- Рубенс
- Никола Пусен